# St. Paul and The Broken Bones
St. Paul and The Broken Bones és una formació de música soul de set components de Birmingham (Alabama). Els components són Paul Janeway (veu), Browan Lollar (guitarra), Jesse Phillips (baix), Andrew Lee (percussió), Al Gamble (teclats), Ben Griner (trombó) i Allen Branstetter (trompeta). Es va formar l'any 2012.
El vocalista Paul Janeway i el baixista Jesse Phillips es van conèixer a mitjans de la dècada dels anys 2000 quan tocaven en un altre projecte musical. El 2012, en Jesse i en Paul es varen tornar a trobar als estudis Ol' Elegante Studios de Birmingham (Alabama) per començar un nou projecte. En Janeway explica del projecte amb en Phillips: «Havia de ser el nostre últim hurrah» abans de centrar-nos en les nostres carreres, «però alguna cosa es va activar dins meu i vàrem sortir d'allà amb alguna cosa» Quan ambdós van començar a treballar al voltant de la veu d'en Janeway, es van adonar que estaven fent un grup de soul. A mesura que el projecte evolucionava, van afegir-hi en Browan Lollar, antic membre de The 400 Unit, Andrew Lee, Ben Griner i Allen Branstetter. Aleshores van enregistrar el seu primer LP, Greetings from St. Paul and The Broken Bones sense haver actuat mai encara en directe.
Després de publicar Greetings from St. Paul and The Broken Bones, la formació va obtenir l'atenció de mànagers i segells discogràfics. El gener de 2013 van començar a enregistrar el seu primer llarga durada, Half the City, als Nutthouse Recording Studios Sheffield, d'Alabama i als Fame Studios a Muscle Shoals, també d'Alabama. Mentre estaven enregistrant, van afegir a la formació Al Gamble per tocar-hi els teclats. Gamble va continuar posteriorment tocant amb el grup i s'ha convertit en un membre a temps complet des de gener de 2014. Half the City el va produir Ben Tanner d'Alabama Shakes. El febrer de 2013 varen aconseguir que Traci Thomas de Thirty Tigers es fixés en ells i va acabar convertint-se en la seva mànager. Poc després varen començar a fer gires de cap de setmana amb el seu Greetings from St. Paul and The Broken Bones, a l'espera que els dos components de la secció de vent acabessin els estudis abans d'embarcar-se en una gira més gran.
El 18 de febrer de 2014, es va publicar l'LP sota el segell Single Lock Records, propietat de Ben Tanner, Will Trapp i John Paul White de The Civil Wars. Immediatament, Half the City va rebre bones crítiques, incloent Paste magazine, Garden and Gun, Southern Living, Rolling Stone, i NPR. En la seva primera setmana de vendes, Half the City va arribar al #62 al Billboard 200 i #7 a l'iTunes. Després d'uns bons articles a NPR Morning Edition i el debut a la televisió nacional a CBS This Morning: Saturday, el seu àlbum va arribar al #3 a iTunes i #56 al Billboard 200.

## Discografia
Àlbums
- Half the City (Single Lock Records, February 18, 2014)
- Sea of Noise (2016)
- Young Sick Camellia (2018)
- Live from Wichita (2020)
- The Alien Coast (2022)

LPs
- Greetings from St. Paul and The Broken Bones (Self Release, 2013)
- St. Paul and The Broken Bones - Live and In Person (Single Lock Records, 2013)